# فيرشينو-شاكتامينسكيي (سيتا)
فيرشينو-شاكتامينسكيي (بالروسية: Вершино-Шахтаминский) هي مدينة في مقاطعة زابايكالسكي كراي في روسيا.
يبلغ عدد سكانها حوالي 1638   نسمة.